# سكوت باوتشر
سكوت باوتشر هو لاعب كرة سلة وممثل أمريكي، ولد في 12 يونيو 1984 في الولايات المتحدة.

## وصلات خارجية
لم يتم العثور على روابط لمواقع التواصل الاجتماعي.